# Josef Bieberle
Josef Bieberle (19. ledna 1929 Loštice – 12. ledna 2018) byl český historik. Ve svých pracích se zabýval politickými dějinami, dělnickým hnutím a národnostními poměry na Olomoucku. V letech 1964–1966 zastával funkci děkana Filozofické fakulty Univerzity Palackého v Olomouci.

## Životopis
V roce 1948 začal studovat dějepis a češtinu na Filozofické fakultě Univerzity Palackého, studia ukončil v roce 1952. Do roku 1959 působil na Katedře marxismu-leninismu, poté přešel na Katedru historie. V letech 1962–1964 byl děkanem Filozofické fakulty. Kvůli svému zapojení do reformního procesu Pražského jara byl v roce 1970 propuštěn z fakulty a měl zakázáno publikovat. Působil poté v Krajském vlastivědném muzeu v Olomouci, kde se od roku 1978 věnoval katalogizaci sbírky grafiky. V roce 1990 byl rehabilitován, vrátil se na Univerzitu Palackého, a v roce 1992 odešel do důchodu. Historické práci se ale věnoval až do své smrti.
Na konci roku 2011 podpořil svým článkem kandidaturu Miloše Zemana v přímých volbách na post prezidenta republiky.

## Osobní život
Jeho manželkou byla historička Šárka Bartošová (1922–2014), dcera malíře Břetislava Bartoše.

## Články (výběr)
- K novodobé historii Němců na Olomoucku: kritický komentář k regionální historiografii včetně autoreflexe. Střední Morava, 7, 2001, č. 12, s. 124–130.
- Mocenské elity na Olomoucku v období 1948–1953. Střední Morava, 1, 1995, č. 1, s. 50–58.
- Otazníky kolem založení Palackého univerzity a prvního období jejího působení. Střední Morava, 2, 1996, č. 3, s. 84–92.
- Palackého univerzita po normalizačních čistkách. Střední Morava, 2, 1996, č. 2, s. 110–113.
- (společně s Emilem Gímešem) Předzvěst "jara" 1968 v Olomouci. In: Olomouc v roce 1968. Olomouc 2015., s. 4 - 11.

## Knihy
- Cestou necestou mou krajinou historie. Olomouc 2010. ISBN 978-80-254-8316-9.
- Hospody: podpalubí společnosti. Olomouc 2009. ISBN 978-80-254-5694-1
- Letopis intelektuála ze zatracené generace. Olomouc 2010. ISBN 978-80-244-2601-3.
- Univerzita Palackého vážně i s úsměvem. Univerzitní léta 1945–1990 pohledem historika a bývalého děkana Filosofické fakulty. Olomouc 2011. ISBN 978-80-254-9392-2.
- Meziválečná levice na Olomoucku. (spoluautor Šárka Bartošová). Olomouc 2012. ISBN 978-80-905406-0-6.
- Veselé příběhy z neveselé doby. Olomoucké humoresky. Olomouc 2011. ISBN 978-80-260-0543-8.
- Lidé z Loštic ve XX. století. Nejen tvarůžkáři. Olomouc 2015.
- Lidé ze Starých Hamrů ve 20. století. Olomouc 2015. ISBN 978-80-905406-1-3
- Univerzita Palackého v Olomouci. Z historie a každodennosti akademické obce 1945–1990. Olomouc 2016. ISBN 978-80-905406-2-0